# Monument aux morts d'Abbévillers
Le monument aux morts d'Abbévillers (Doubs, France) commémore les soldats de la commune morts lors des conflits du XXe siècle.

## Description
Le monument est situé dans au 35 Grande Rue, sous le porche de la mairie d'Abbevillers. Le monument a la particularité d'être encastré dans le mur du bâtiment. Il consiste en un moyen-relief en marbre blanc, dans un arc cintré. Une silhouette de jeune fille est sculptée en habits traditionnels locaux (« diaichotte  ») et divers symboles sont également représentés : armoiries de la ville, laurier dans la main droite du personnage, gerbe et charrue au pied, rappelant la vocation agricole de la ville. Une inscription sur le monument indique : « ABBEVILLERS À SES ENFANTS TOMBÉS AU CHAMP D'HONNEUR 1914-1918 ».
Le monument est l’œuvre du sculpteur local Armand Bloch, également auteur de nombreux monuments aux morts dans les environs,,.

## Histoire
La décision d'élever un monuments aux morts est prise en 1919 par la mairie. Le projet est mis en route en 1920 et est inauguré en 1921.